# محمدلی (ایمیشلی)
محمدلی (به ترکی آذربایجانی: Mamedli) یک منطقه مسکونی در جمهوری آذربایجان است که در شهرستان ایمیشلی واقع شده است.